# فيديريكو راميريز
فيديريكو راميريز (بالإسبانية: Federico Ramírez Méndez)‏ هو دراج كوستاريكي، ولد في 4 نوفمبر 1975 في كارتاغو في كوستاريكا.

## وصلات خارجية
- فيديريكو راميريز على موقع أوليمبيديا (الإنجليزية)